# Саранск (футбольный клуб)
«Сара́нск» — бывший российский профессиональный футбольный клуб из одноимённого города, выступавший во Втором дивизионе ФНЛ в сезоне 2021/22, по завершении которого был расформирован.

## История
На следующий год после расформирования команды ФК «Мордовия», в апреле 2021 года местными властями было принято решение о возрождении профессионального футбольного клуба в Саранске. В выборе названия клуба участвовали болельщики, которые имели возможность предложить свои варианты наименования команды на странице «Футбол Мордовии» в социальной сети «Вконтакте».
В мае клуб получил лицензию на участие в Первенстве ПФЛ, и 31 мая временно исполняющим обязанности главы Мордовии Артёмом Здуновым было объявлено об участии команды в первенстве страны в сезоне 2021/22 годов. Также было озвучено, что дислоцироваться команда будет на базе центра спортивной школы Олимпийского резерва по лёгкой атлетике, домашние матчи проводить на стадионе «Мордовия Арена», а финансирование клуба будет осуществляться несколькими частными инвесторами без привлечения бюджетных средств.
Главным тренером стал Ярослав Мочалов, костяк команды был сформирован из местных воспитанников. Директор клуба — Александр Егоров, являющийся также президентом федерации футбола Республики Мордовия и директором межрегионального центра подготовки юных футболистов «Мордовия».
Первый официальный матч новый клуб провёл 14 июля 2021 года в рамках розыгрыша Кубка России, обыграв пензенский «Зенит» со счётом 1:0. Первый матч в первенстве России в группе 3 Второго дивизиона ФНЛ команда провела 18 июля с подмосковной командой «Химки-М» и также одержала победу со счётом 1:0. Оба матча проходили на стадионе «Мордовия Арена» без зрителей из-за ограничительных мер в регионе, связанных с пандемией COVID-19.
22 мая 2022 года появилась информация, что «Саранск», не подавший заявку на прохождение лицензирования для участия в следующем сезоне ФНЛ-2, может прекратить существование, поскольку руководство клуба не смогло найти инвестора для дальнейших выступлений. 4 июня расформирование команды подтвердил главный инвестор «Саранска» в сезоне 2021/22 Сергей Сиушов.
На любительском уровне с мая по сентябрь 2022 года в Кубке МФС «Приволжье» под названием «Саранск-М» выступила молодёжная команда Межрегионального центра подготовки юных футболистов Приволжья «Мордовия», который был представлен на уровне III дивизиона в предыдущие сезоны.
30 октября 2022 года вице-премьером Мордовии Инсафом Хайруллиным было озвучено намерение возродить профессиональный клуб в Мордовии, а Александром Егоровым заявлено, что федерация футбола республики уже готовит документы для прохождения лицензирования в РФС.
В 2017 году в Саранске существовал клуб с таким же названием — ФК «Саранск».
ФК «Саранск» образца 2017 года (главный тренер — Сергей Савочкин) выступал на любительском уровне в III дивизионе (МФС «Приволжье»), где занял 2-е место, в том же году участвовал также в чемпионате и кубке Мордовии (в обоих соревнованиях одержал победы, выиграл также Суперкубок республики). Команда просуществовала один сезон и в межсезонье 2017/18 была расформирована из-за финансовых проблем.
Примечания
1. ↑  «Саранск» Саранск (Не существует). footballfacts.ru. Дата обращения: 3 ноября 2022. Архивировано 4 ноября 2022 года.
2. ↑  ФК «Саранск» приступил к тренировкам на YouTube / ТелеСеть Мордовии (10 канал)
3. 1 2  Футбол: Молодежная «Мордовия» выступит в «Приволжье». stolica-s.su (9 апреля 2018). Дата обращения: 4 ноября 2022. Архивировано 4 ноября 2022 года.
4. ↑  Турниры 2017 года / Чемпионат РМ (1 дивизион). ff13rm.nagradion.ru. Дата обращения: 3 ноября 2022. Архивировано 4 ноября 2022 года.
5. ↑  Турниры 2017 года / Кубок Республики Мордовия по футболу. ff13rm.nagradion.ru. Дата обращения: 3 ноября 2022. Архивировано 4 ноября 2022 года.
6. ↑  Кубок Мордовии 2017 / Финал / ФК «Саранск» — ФК «Рузаевка» на YouTube / НТМ
7. ↑  ВНИМАНИЕ! АНОНС! vk.com. Радиостанция "Старт-FM" (104.5) Саранск (28 апреля 2022).
8. ↑  Футбол: «Мордовия-М» заменит в первенстве МФС «Приволжье» расформированный «Саранск». news.myseldon.com. «Известия Мордовии» (18 апреля 2018). Дата обращения: 4 ноября 2022. Архивировано 4 ноября 2022 года.